# Vinemina catalina
Vinemina catalina är en fjärilsart som beskrevs av Mcdunnough 1945. Vinemina catalina ingår i släktet Vinemina och familjen mätare. Inga underarter finns listade i Catalogue of Life.